# Уеме
Уеме е една от главните реки в Бенин. Извира от планините Атакора в северозападната част на страната и се влива в Атлантическия океан при град Котону.